# Oospila rhodophragma
Oospila rhodophragma là một loài bướm đêm trong họ Geometridae.